# مارجوري ليو
مارجوري ليو (بالإنجليزية: Marjorie Liu)‏ (16 يونيو 1979، فيلادلفيا في الولايات المتحدة)؛ محامية وروائية أمريكية.